# Кьюппано
Кьюппано (італ. Chiuppano, вен. Chiupano) — муніципалітет в Італії, у регіоні Венето, провінція Віченца.
Кьюппано розташоване на відстані близько 440 км на північ від Рима, 80 км на північний захід від Венеції, 25 км на північ від Віченци.
Населення — 2618 осіб (2014).
Щорічний фестиваль відбувається 29 вересня. Покровитель — святий Архангел Михаїл.

## Демографія
Населення за роками:

Станом на 1 січня 2023 року в муніципалітеті офіційно проживало 138 іноземців з 26 країн, серед них 19 громадян країн Євросоюзу та 3 громадяни України.

## Сусідні муніципалітети
- Кальтрано
- Кальвене
- Карре
- Луго-ді-Віченца
- Пьовене-Роккетте